# Burak Yılmaz
Pour les articles homonymes, voir Yılmaz.
Burak Yılmaz, né le 15 juillet 1985 à Antalya, est un footballeur international turc. Il joue au poste d'attaquant du début des années 2000 au début des années 2020. Dès la fin de sa carrière de joueur, Yılmaz entame une carrière d'entraîneur.
Formé à Antalyaspor, Yılmaz a la particularité d’avoir joué sous les couleurs des trois grands clubs stambouliotes – Beşiktaş (2006-2008 puis 2019-2020), Fenerbahçe (2008-2010) et Galatasaray (2012-2016) –, ainsi que le plus grand rival de province, Trabzonspor. Il est le meilleur buteur du championnat turc lors des saisons 2011-2012 avec le Trabzon et 2012-2013 avec Galatasaray. Il est aussi un grand artisan du titre de champion de France du LOSC lors de la saison 2020-2021.
À la suite de sa retraite sportive à l'issue de la saison 2022-2023, Yılmaz entame une carrière d'entraîneur en devenant l'adjoint de Şenol Güneş à Beşiktaş. En octobre 2023, il est nommé entraîneur intérimaire quand Güneş démissionne de son poste.

## Biographie

### Enfance et formation à Antalyaspor
Burak Yilmaz est le fils de Fikret Yılmaz (en), ancien joueur d'Antalyaspor.
Il commence sa carrière de footballeur en 2000 chez les jeunes d'Antalyaspor.

### Carrière de joueur

#### Débuts professionnels avec Antalyaspor

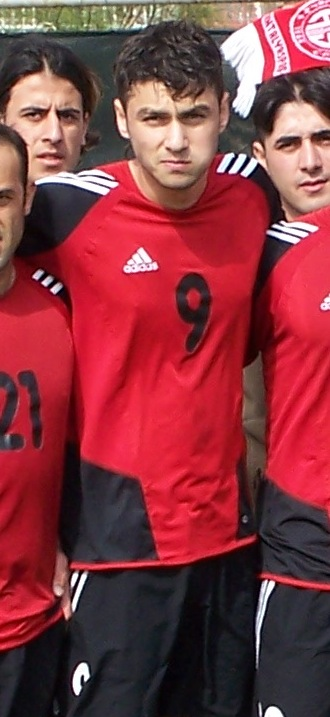
Burak Yilmaz avec Antalyaspor en 2003.

Burak Yılmaz fait sa première apparition professionnelle lors de la rencontre de championnat de deuxième division de Turquie le 6 avril 2003, lors de la victoire d'Antalyaspor 4-1 face à Gümüşhanespor (en), en entrant au jeu à la 86e minute en remplacement de Fazlı Ulusal (tr). Par la suite le joueur obtient plus de temps de jeu.
Il inscrit son premier but en professionnel le 29 août 2004 lors de la rencontre de championnat de deuxième division face à Karşıyaka SK en permettant à son équipe de réduire l'écart, alors menée 2-0. Toutefois, plus tard dans cette même rencontre Burak Yılmaz sera l'auteur d'un but contre son camp, ce qui engendrera la défaite de sa formation sur le score de 3-2.
Durant la saison 2005-2006, il termine deuxième du classement et monte en Türkcell Süperlig où il joue un très grand rôle.

#### Beşiktaş puis un club par an

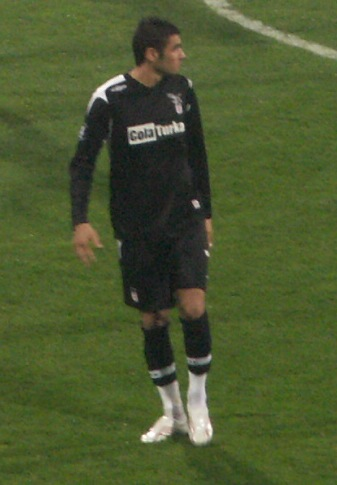
Burak Yilmaz en octobre 2006 avec le Beşiktaş.

Avec l'intérêt de Jean Tigana, Burak Yılmaz est transféré à Beşiktaş. Il fait sa première apparition sous ses nouvelles couleurs le 6 août 2006, lors de la rencontre de championnat face à Manisaspor et qui voit Beşiktaş s'incliner sur le score de 1-0. Il inscrit ses premiers buts quelques semaines plus tard, le 25 août 2006, en étant l'auteur d'un doublé lors de la victoire 3-1 de Beşiktaş face à Konyaspor.
Le 9 mai 2007, Burak Yılmaz remporte le premier trophée de sa carrière à l'occasion de la victoire de Beşiktaş 1-0 face à Kayseri Erciyesspor, lors de la finale de la Coupe de Turquie.
En janvier 2008, il rejoint Manisaspor, échangé avec son coéquipier Koray Avcı (en) contre Filip Hološko. Il y joue alors 16 matchs de championnat en inscrivant 9 buts.
Le 28 juin 2008, il est transféré à Fenerbahçe en échange de Güven Güneri (en) et deux autres footballeurs en prêt. Il signe un contrat de quatre ans. Lors de la saison 2009-2010, il est prêté à Eskişehirspor, afin d'engranger plus de temps de jeu.

#### Révélation à Trabzonspor
Durant le mercato hivernal en 2009-2010, Burak Yılmaz est transféré à Trabzonspor en échange de Gökhan Ünal. C'est à Trabzonspor qu'il explose. En effet lors de son arrivée dans ce club, Burak Yılmaz évolue comme ailier, mais c'est à la suite de son repositionnement en tant qu'attaquant par Şenol Güneş que le joueur va s'affirmer comme l'un des meilleurs attaquant du football turc, en terminant notamment meilleur buteur à plusieurs reprises du championnat.
Il dispute son premier match pour Trabzonspor le 15 février 2010 lors de la rencontre de championnat face à Bursaspor lors du match nul 1-1 entre les deux équipes, en entrant au jeu à la 75e minute à la place de Rigobert Song. Il inscrit son premier but le 26 février 2010 face à son ancienne équipe d'Antalyaspor, au cours du match nul 1-1 entre les deux formations. Le 5 mai 2010, il remporte la Coupe de Turquie lors de la victoire de Trabzonspor 3-1 contre Fenerbahçe SK.
Le 16 mai 2010, à l'occasion de la dernière journée de championnat, lors de la rencontre face à Fenerbahçe, Burak Yılmaz inscrit le but de l'égalisation et permet à son équipe de revenir à un partout, ce qui permet à Trabzonspor de repartir avec le point du match nul et de priver leur adversaire du titre de champion, alors que ces derniers n'avaient besoin que d'une victoire pour remporter le championnat.
Durant la saison 2010-2011, il marque 19 buts, terminant deuxième meilleur buteur du championnat derrière Alex avec 28 buts.
Il comptabilise 33 buts en championnat lors de la saison suivante, obtenant ainsi le titre de meilleur buteur. Par ailleurs, il réussit à dépasser le record de buts en une saison à Trabzonspor, détenu jusque-là par Fatih Tekke. Il se fait ainsi remarquer par de nombreux clubs comme l'Atlético Madrid, Arsenal, le CSKA Moscou ou encore l'Anzhi Makhatchkala.

#### Confirmation à Galatasaray

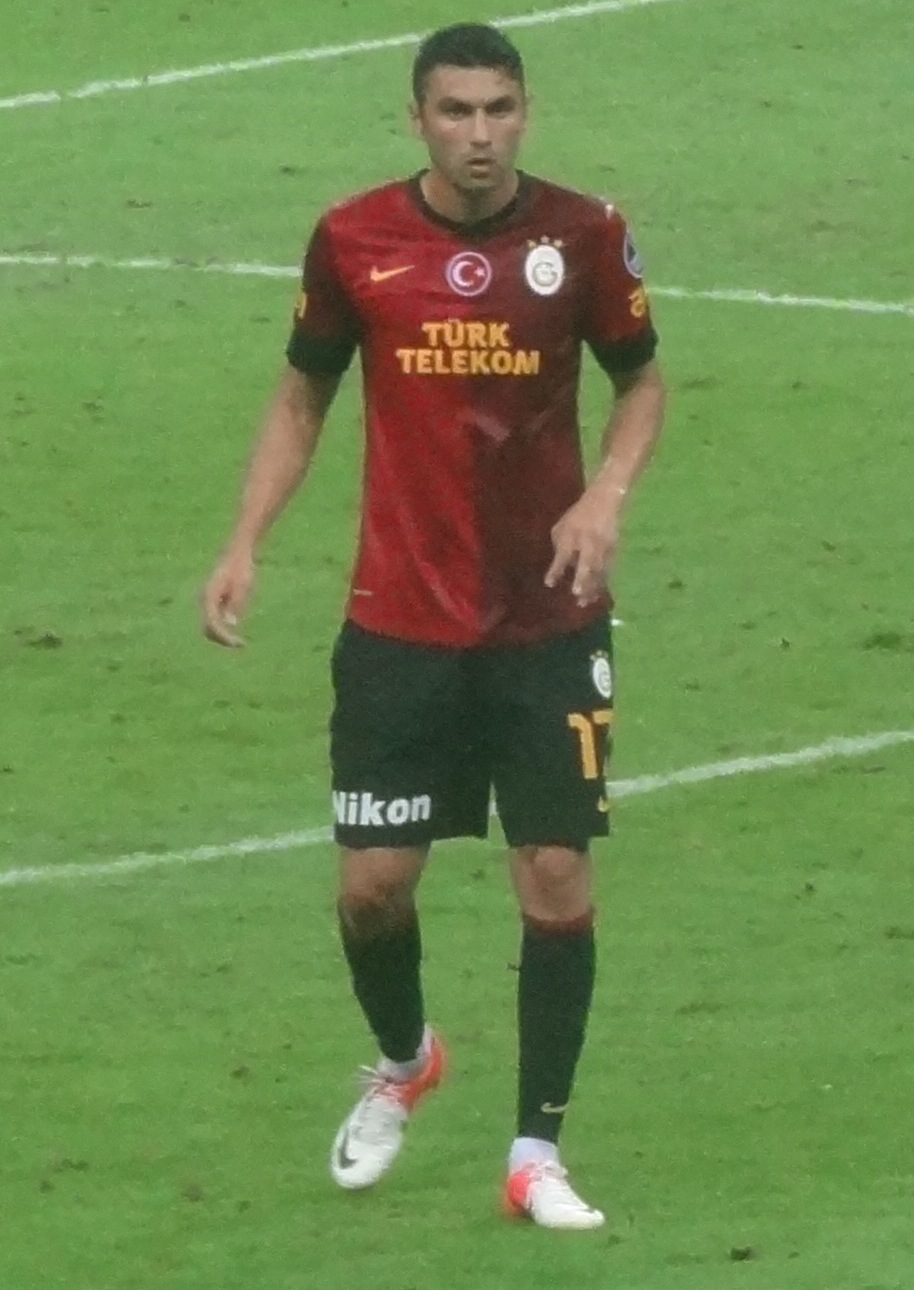
Burak Yılmaz à son arrivée au Galatasaray.

C'est finalement à Galatasaray où Burak Yılmaz signe le 19 juillet 2012 pour un montant de 5 millions d'euros, qui est le montant de sa clause libératoire.
Il dispute son premier match pour Galatasaray le 26 août 2012 lors de la rencontre de championnat face à Beşiktaş. Au cours de cette rencontre, Burak Yılmaz provoque le penalty qui permet à son équipe d'égaliser à trois partout. Le joueur inscrit son premier but pour sa nouvelle équipe une semaine plus tard, le 2 septembre 2012, lors de la victoire de Galatasaray 3-2 en championnat face à Bursaspor.
Yılmaz réussit un excellent début de saison avec son nouveau club et est ainsi élu meilleur joueur de la phase de groupes de la Ligue des champions par le site de l'UEFA. En effet, Yılmaz a inscrit six des sept buts de Galatasaray dans le Groupe H et a déjà marqué plus de buts que n'importe quel autre joueur turc au cours d'une saison de Ligue des champions. Il marque un doublé contre Antalyaspor le 10 février 2013. Il inscrit un but spectaculaire face à Schalke 04 en lobant un défenseur d'une aile de pigeon puis en plaçant une frappe surpuissante sous la barre de Timo Hildebrand. Il monte son total de buts en ligue des champions à huit buts et est en tête avec le Portugais Cristiano Ronaldo dans les buteurs. Il participe ainsi grandement à la qualification de son club pour les quarts de finale de la Ligue des champions. En championnat, il entre dans la légende de Galatasaray en inscrivant plus de 30 buts en une saison. Seul quatre joueurs avaient déjà réussi cette performance : Metin Oktay (4 fois), Tanju Çolak (3 fois), Hakan Şükür (2 fois) et Mário Jardel (1 fois). Il remporte son premier titre de champion de Turquie avec Galatasaray le 5 mai 2013 en s'imposant sur un score de 4-2 contre Sivasspor. Burak inscrit un doublé dans ce match.
Le 23 novembre 2013, il ouvre le score contre Sivasspor, et inscrit son 100e but en championnat turc.

#### Expérience chinoise et retour à Trabzonspor
En février 2016, Burak Yılmaz est transféré au club chinois de Beijing Guoan pour un montant de 8 millions d'euros. Il réalise un bon début de saison : six buts en autant de matchs. En 2017, lors du référendum conférant plus de pouvoir au chef de l'état, il soutient publiquement Erdogan.
Le 23 juillet 2017, il fait son retour dans le championnat turc en signant un contrat avec Trabzonspor, club qui l'avait révélé entre 2010 et 2012 avant son départ pour Galatasaray,.

#### Retour au Beşiktaş et champion avec Lille
Au mercato d'hiver 2018-2019, Yılmaz est annoncé à Beşiktaş mais les supporters sont hostiles quant à son retour au club, néanmoins le joueur s'engage pour les aigles noirs le 2 janvier 2019. Le 2 février 2019, à l'occasion de son retour sous les couleurs de Beşiktaş onze ans après son départ, le joueur inscrit les deux buts de la partie (2-0). Bien qu'ayant inscrit les deux buts de son équipe, le joueur est sifflé par une partie de ses propres supporters. Il marque onze buts en quinze journées.
Le 1er août 2020, libre de tout contrat, il s'engage au LOSC Lille pour deux saisons. À 35 ans, il s'agit de sa deuxième expérience hors de son pays d'origine après la Chine entre 2016 et 2017. Le 3 décembre 2020, il rentre en jeu en fin de match alors que son club est mené 1-0 face au Sparta Prague et marque un doublé qui permet au LOSC Lille de se qualifier pour les seizièmes de finale de Ligue Europa. Le 23 mai 2021, il devient champion de France de Ligue 1 avec le LOSC Lille avec deux de ses compatriotes, Zeki Celik et Yusuf Yazici. Le joueur turc est un artisan du titre de son équipe dont il termine meilleur buteur du club en championnat avec seize buts inscrits en 28 matchs disputés.
Sa deuxième saison est plus compliquée, mais est tout de même ponctuée d'une participation à la Ligue des champions de l'UEFA. Il participe à la qualification historique de son équipe en 8e de finale face à Chelsea où il marque sur penalty lors du match retour au Stade Pierre-Mauroy.

#### Dernière saison aux Pays-Bas
Après deux saisons passées en France, Burak Yılmaz s'engage librement pour deux saisons avec le club du Fortuna Sittard en Eredivisie. Le contrat prévoit que le joueur débutera ensuite sa « trajectoire d'entraîneur » au sein du staff du club pour une durée initiale de trois saisons. Il inscrit son premier but sur coup franc avec son nouveau club lors de la première journée d'Eredevisie face à l'Ajax Amsterdam. Il inscrit neuf buts en 26 matchs de championnat durant la saison. À l'issue de celle-ci, il annonce mettre un terme à sa carrière de joueur.

#### En équipe nationale
Durant l'été 2006, Fatih Terim convoque Burak Yılmaz en équipe de Turquie.

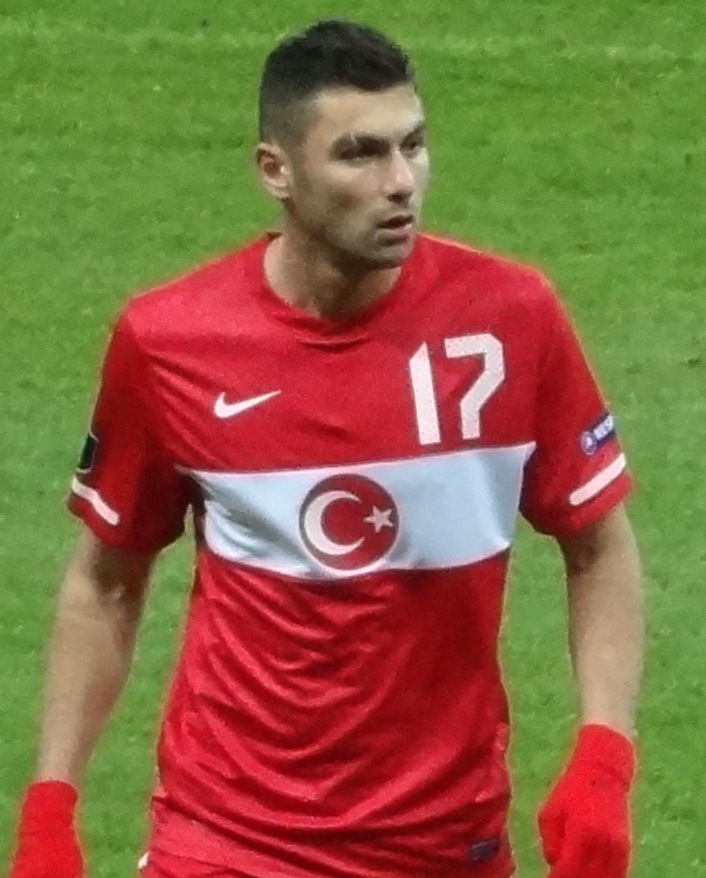
Burak Yılmaz avec la Turquie en 2011.

Le 11 octobre 2013, il marque un but contre l'Estonie en match de qualification pour la Coupe du monde de football 2014. Il devient ainsi le premier joueur à marquer cinq buts en cinq matchs à la suite en compétition officielle pour l'équipe nationale turque.
Il dispute son premier tournoi majeur lors de l'Euro 2016, compétition dans laquelle il inscrit un but lors de la dernière journée des phases de poules face à la Tchéquie. 
Yılmaz est retenu pour participer à l'Euro 2020, reporté en 2021. Il est capitaine de la sélection turque qui perd ses trois matchs de poule.
Le 24 mars 2022, Yılmaz joue contre le Portugal et rate son pénalty. Le soir même, pendant la conférence de presse, il annonce sa retraite en équipe nationale turque.

### Carrière d'entraîneur

#### Beşiktaş
À l'issue de l'annonce de sa retraite sportive, Yılmaz devient l'entraîneur adjoint de Şenol Güneş au Beşiktaş JK à l'été 2023, club qu'il a connu en tant que joueur. Güneş démissionne de son poste au début du mois d'octobre 2023 et Yılmaz assure l'intérim.

## Style de jeu
L'attaquant est surnommé Kral (le Roi en français) en Turquie. Puissant, combatif, endurant, Burak Yılmaz fait partie des attaquants qui possèdent une bonne finition, ainsi qu'un bon jeu de tête. Ses statistiques montrent qu'il fait indéniablement partie des grands attaquants turcs.
En avril 2021, au lendemain d'une victoire du LOSC face à Lyon où Yılmaz avait brillé (noté 9/10), le journal L'Équipe décrit le "roi Burak" : « Malgré l'âge, un gabarit et une allure trompeurs, difficile de lui trouver un point faible. Il sait attaquer l'adversaire de mille façons, que ce soit à travers son activité défensive ou son imprévisibilité offensive (...) Burak court et court étonnamment vite pour un bonhomme qui a commencé sa carrière en 2003 (...) Fort dos au jeu, il touche une multitude de ballons grâce à son sens du décrochage. Il sort du marquage de façon explosive (...) Le tout donne un excellent timing pour se rendre disponible. (...) S'il n'est pas le plus rapide pour se retourner, il sait mettre du rythme dans ses percussions, tout en gardant une certaine clairvoyance ».

## Palmarès
| Championnats nationaux | Coupes nationales | Supercoupes nationales |
| --- | --- | --- |
| - Championnat de Turquie (2) - Champion : 2013 et 2015 avec Galatasaray - Championnat de France (1) - Champion : 2021 avec Lille | - Coupe de Turquie (5) - Vainqueur : 2006 et 2007 avec Beşiktaş, 2010 avec Trabzonspor, 2014 et 2015 avec Galatasaray | - Supercoupe de Turquie (5) - Vainqueur : 2006 avec Beşiktaş, 2009 avec Fenerbahçe, 2010 avec Trabzonspor, 2012 et 2013 avec Galatasaray - Trophée des Champions (1) - Vainqueur : 2021 avec Lille |

### Distinctions personnelles
- Meilleur buteur du Championnat de Turquie (2)
  - Vainqueur : saison 2011-2012 (32 buts) et saison 2012-2013 (24 buts).
- Trophée du joueur du mois UNFP de Ligue 1 en avril 2021
- Plus beau but de la saison aux Trophées UNFP du football 2021[43]

## Statistiques

### En club
| Saison                | Club                  | Championnat           | Championnat | Championnat | Championnat | Coupe(s) nationale(s) | Coupe(s) nationale(s) | Coupe(s) nationale(s) | Supercoupe | Supercoupe | Supercoupe | Compétition(s) continentale(s) | Compétition(s) continentale(s) | Compétition(s) continentale(s) | Compétition(s) continentale(s) | Total | Total | Total |
| Saison                | Club                  | Division              | M.          | B.          | P.d.        | M.                    | B.                    | P.d.                  | M.         | B.         | P.d.       | Comp.                          | M.                             | B.                             | P.d.                           | M.    | B.    | P.d.  |
| 2002-2003             | Antalyaspor           | D2                    | 4           | 0           | -           | -                     | -                     | -                     | -          | -          | -          | -                              | -                              | -                              | -                              | 4     | 0     | 0     |
| 2003-2004             | Antalyaspor           | D2                    | 13          | 0           | -           | 1                     | 0                     | 0                     | -          | -          | -          | -                              | -                              | -                              | -                              | 14    | 0     | 0     |
| 2004-2005             | Antalyaspor           | D2                    | 29          | 8           | -           | 2                     | 1                     | 1                     | -          | -          | -          | -                              | -                              | -                              | -                              | 31    | 9     | 1     |
| 2005-2006             | Antalyaspor           | D2                    | 24          | 9           | -           | -                     | -                     | -                     | -          | -          | -          | -                              | -                              | -                              | -                              | 24    | 9     | 0     |
| Sous-total            | Sous-total            | Sous-total            | 70          | 17          | -           | 3                     | 1                     | 1                     | -          | -          | -          | -                              | -                              | -                              | -                              | 73    | 18    | 1     |
| 2006-2007             | Beşiktaş JK           | D1                    | 30          | 5           | -           | 7                     | 1                     | 2                     | -          | -          | -          | C3                             | 6                              | 0                              | 0                              | 43    | 6     | 2     |
| 2007-0000             | Beşiktaş JK           | D1                    | 9           | 1           | -           | 1                     | 0                     | 0                     | -          | -          | -          | C1                             | 2                              | 0                              | 0                              | 12    | 1     | 0     |
| Sous-total            | Sous-total            | Sous-total            | 39          | 6           | 0           | 8                     | 1                     | 2                     | -          | -          | -          | -                              | 8                              | 0                              | 0                              | 55    | 7     | 2     |
| 0000-2008             | Manisaspor            | D1                    | 16          | 9           | 1           | 2                     | 0                     | 0                     | -          | -          | -          | -                              | -                              | -                              | -                              | 18    | 9     | 1     |
| 2008-2009             | Fenerbahçe            | D1                    | 6           | 0           | 0           | 3                     | 0                     | 1                     | -          | -          | -          | C1                             | 7                              | 0                              | 1                              | 16    | 0     | 2     |
| 2009-0000             | Eskişehirspor         | D1                    | 14          | 1           | 5           | 3                     | 1                     | 0                     | -          | -          | -          | -                              | -                              | -                              | -                              | 17    | 2     | 5     |
| 0000-2010             | Trabzonspor           | D1                    | 11          | 3           | 0           | 3                     | 0                     | 0                     | -          | -          | -          | -                              | -                              | -                              | -                              | 14    | 3     | 0     |
| 2010-2011             | Trabzonspor           | D1                    | 30          | 19          | 2           | 3                     | 1                     | 2                     | 1          | 0          | 0          | C3                             | 2                              | 0                              | 0                              | 36    | 20    | 4     |
| 2011-2012             | Trabzonspor           | D1                    | 30          | 32          | 4           | 1                     | 1                     | 0                     | -          | -          | -          | C1+C3                          | 5+3                            | 0+1                            | 0+0                            | 39    | 34    | 4     |
| Sous-total            | Sous-total            | Sous-total            | 75          | 54          | 6           | 7                     | 2                     | 2                     | 1          | 0          | 0          | -                              | 17                             | 1                              | 1                              | 100   | 57    | 9     |
| 2012-2013             | Galatasaray SK        | D1                    | 30          | 24          | 8           | -                     | -                     | -                     | -          | -          | -          | C1                             | 9                              | 8                              | 0                              | 39    | 32    | 8     |
| 2013-2014             | Galatasaray SK        | D1                    | 32          | 16          | 7           | 6                     | 2                     | 2                     | -          | -          | -          | C1                             | 6                              | 0                              | 0                              | 44    | 18    | 9     |
| 2014-2015             | Galatasaray SK        | D1                    | 28          | 16          | 4           | 2                     | 4                     | 1                     | 1          | 0          | 0          | C1                             | 6                              | 2                              | 0                              | 37    | 22    | 5     |
| 2015-2016             | Galatasaray SK        | D1                    | 15          | 9           | 1           | -                     | -                     | -                     | 1          | 1          | 0          | C1                             | 4                              | 0                              | 0                              | 20    | 10    | 1     |
| Sous-total            | Sous-total            | Sous-total            | 105         | 65          | 20          | 8                     | 6                     | 3                     | 2          | 1          | 0          | -                              | 25                             | 10                             | 0                              | 140   | 82    | 23    |
| 2016                  | Beijing Guoan         | D1                    | 17          | 11          | 3           | 3                     | 0                     | 2                     | -          | -          | -          | -                              | -                              | -                              | -                              | 20    | 11    | 5     |
| 2017                  | Beijing Guoan         | D1                    | 11          | 8           | 1           | 1                     | 0                     | 0                     | -          | -          | -          | -                              | -                              | -                              | -                              | 12    | 8     | 1     |
| Sous-total            | Sous-total            | Sous-total            | 28          | 19          | 4           | 4                     | 0                     | 2                     | -          | -          | -          | -                              | -                              | -                              | -                              | 32    | 19    | 6     |
| 2017-2018             | Trabzonspor           | D1                    | 25          | 23          | 4           |                       |                       | -                     | -          | -          | -          | -                              | -                              | -                              | -                              | 25    | 23    | 4     |
| 2018-0000             | Trabzonspor           | D1                    | 7           | 5           | 0           |                       |                       | -                     | -          | -          | -          | -                              | -                              | -                              | -                              | 7     | 5     | 0     |
| Sous-total            | Sous-total            | Sous-total            | 32          | 28          | 4           |                       |                       | -                     | -          | -          | -          | -                              | -                              | -                              | -                              | 32    | 28    | 4     |
| 0000-2019             | Beşiktaş JK           | D1                    | 15          | 11          | 1           |                       |                       | -                     | -          | -          | -          | -                              | -                              | -                              | -                              | 15    | 11    | 1     |
| 2019-2020             | Beşiktaş JK           | D1                    | 25          | 13          | 7           | 1                     | 1                     | 0                     | -          | -          | -          | -                              | -                              | -                              | -                              | 26    | 14    | 7     |
| Sous-total            | Sous-total            | Sous-total            | 40          | 24          | 8           | 1                     | 1                     | 0                     | -          | -          | -          | -                              | -                              | -                              | -                              | 41    | 25    | 8     |
| 2020-2021             | LOSC Lille            | Ligue 1               | 28          | 16          | 5           | 1                     | 0                     | 0                     | -          | -          | -          | C3                             | 4                              | 2                              | 0                              | 33    | 18    | 5     |
| 2021-2022             | LOSC Lille            | Ligue 1               | 31          | 4           | 3           | 1                     | 0                     | 1                     | 1          | 0          | 1          | C1                             | 7                              | 3                              | 0                              | 40    | 7     | 5     |
| Sous-total            | Sous-total            | Sous-total            | 59          | 20          | 8           | 2                     | 0                     | 1                     | 1          | 0          | 1          | -                              | 11                             | 5                              | 0                              | 73    | 25    | 10    |
| 2022-2023             | Fortuna Sittard       | Eredivisie            | 26          | 9           | 5           | 1                     | 0                     | 0                     | -          | -          | -          | -                              | -                              | -                              | -                              | 27    | 9     | 5     |
| Total sur la carrière | Total sur la carrière | Total sur la carrière | 509         | 251         | 61          | 41                    | 12                    | 12                    | 4          | 2          | 1          | -                              | 62                             | 16                             | 1                              | 616   | 281   | 75    |

### En sélection

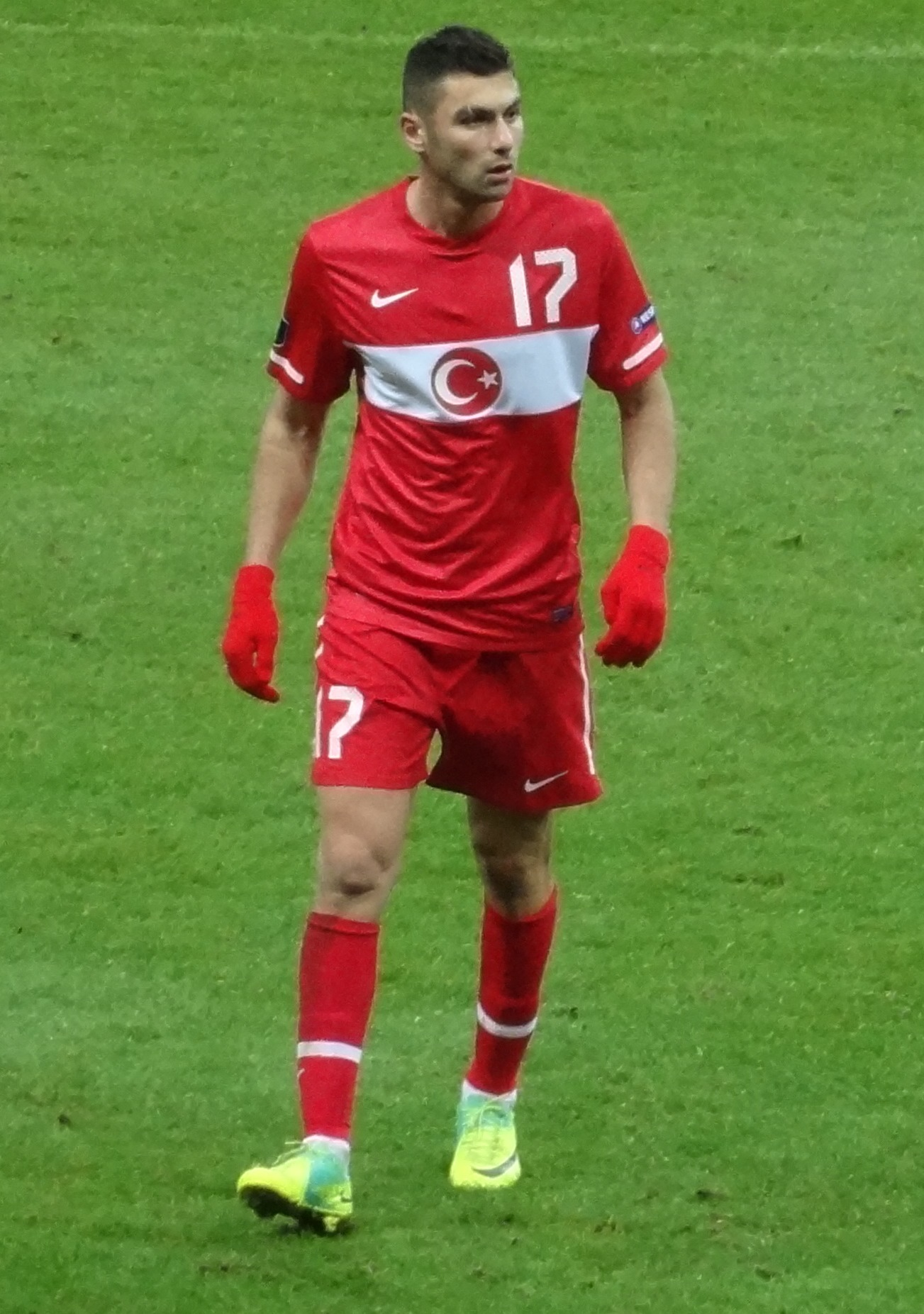
Burak Yılmaz sous les couleurs de la Turquie en 2011.

| Équipe de Turquie | Équipe de Turquie | Équipe de Turquie |
| Année             | Matchs            | Buts              |
| ----------------- | ----------------- | ----------------- |
| 2006              | 4                 | 0                 |
| 2010              | 1                 | 0                 |
| 2011              | 9                 | 3                 |
| 2012              | 8                 | 3                 |
| 2013              | 11                | 7                 |
| 2014              | 4                 | 2                 |
| 2015              | 5                 | 4                 |
| 2016              | 6                 | 3                 |
| 2017              | 4                 | 1                 |
| 2018              | 0                 | 0                 |
| 2019              | 7                 | 1                 |
| 2020              | 4                 | 0                 |
| 2021              | 13                | 6                 |
| 2022              | 1                 | 1                 |
| Total             | 77                | 31                |